# Coroatá

Localisation de Coroatá

Coroatá est une ville brésilienne de l'est de l'État du Maranhão. Elle se situe par une latitude de 04° 07' 48" sud et par une longitude de 44° 07' 26" ouest, à une altitude de 35 m. Sa population était estimée à 60 632 habitants en 2006. La municipalité s'étend sur 2 264 km².

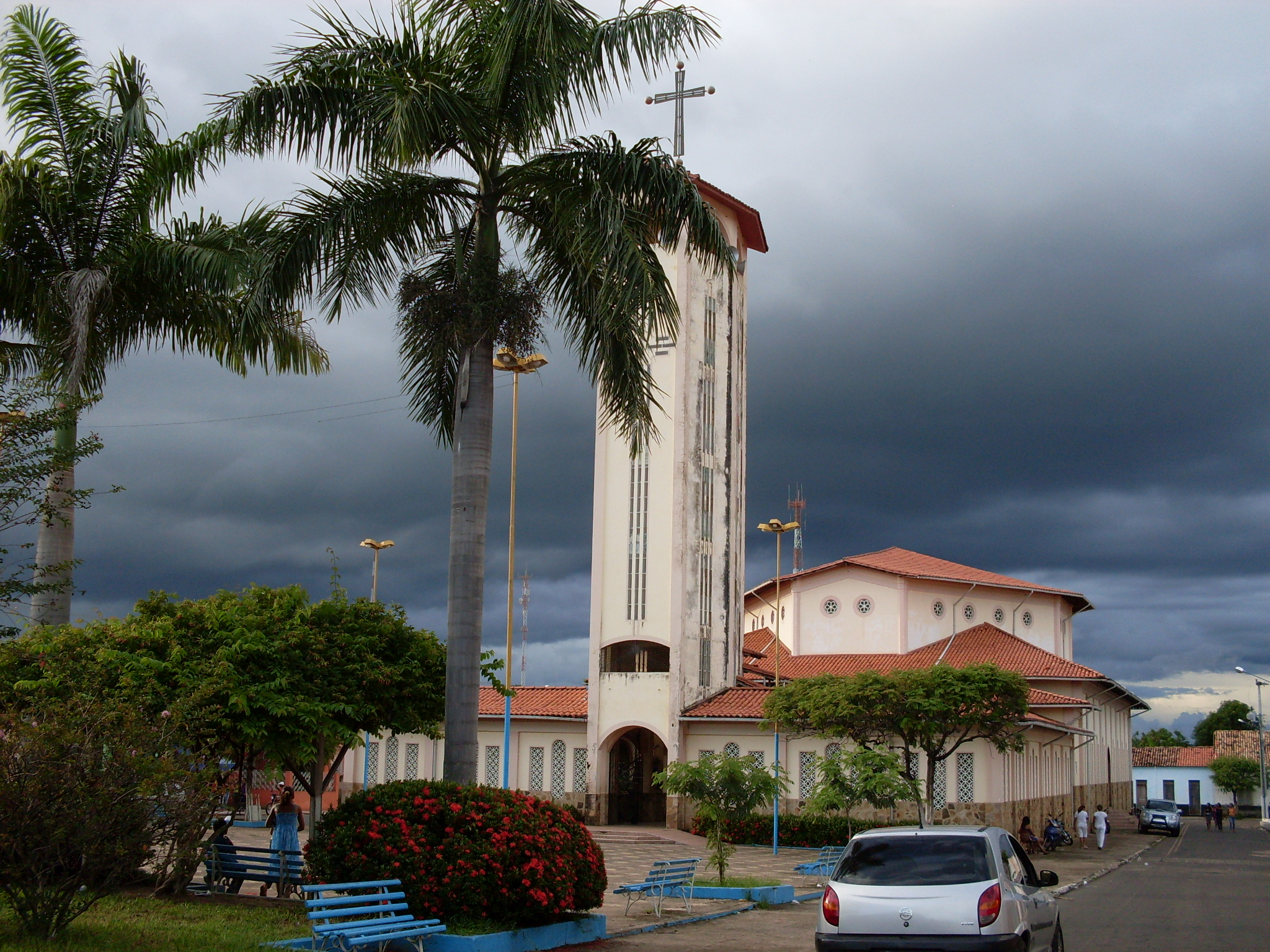
Église chrétienne principale de la ville

## Maires
| Période | Période | Identité             | Étiquette | Qualité |
| ------- | ------- | -------------------- | --------- | ------- |
| 2009    | 2012    | Luis Mendes Ferreira | PDT       |         |